# Robert Briscoe

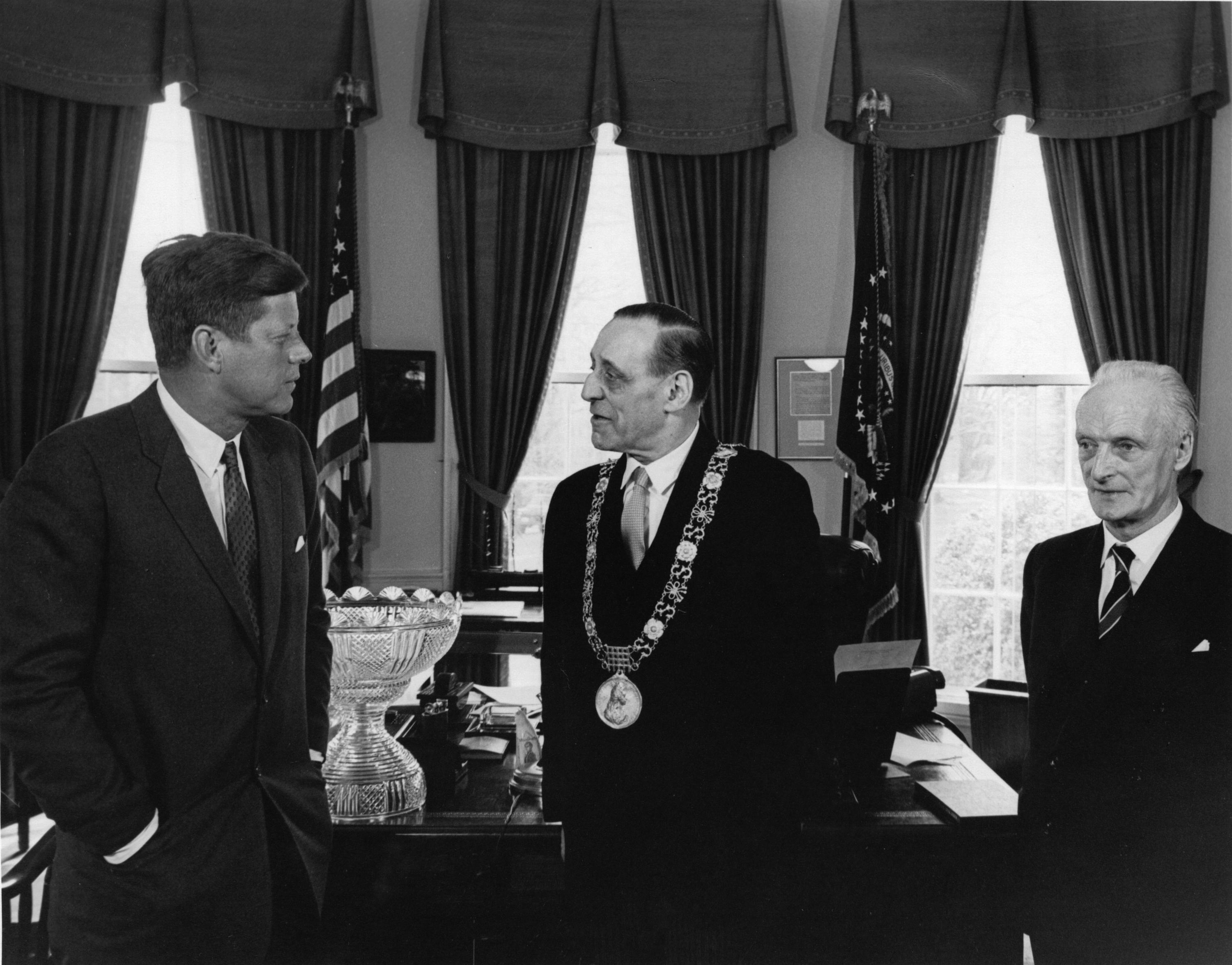
Robert Briscoe (Mitte) mit US-Präsident John F. Kennedy (links) und dem irischen Botschafter in den Vereinigten Staaten Thomas J. Kiernan (rechts) 1962 im Oval Office

Robert Briscoe (* 25. September 1894 in Dublin; † 29. Mai 1969 ebenda) war als Freiheitskämpfer für die IRA aktiv. Er war ab 1927 der erste jüdische Parlamentarier im Irischen Freistaat und später Oberbürgermeister von Dublin.

## Lebensweg
Die Familie Briscoe kam wie viele andere Juden aus der Umgebung von Akmijan (heute Akmenė) im litauischen Bezirk Kovno in den 1880ern nach Dublin. Robert Briscoe wurde im Haus der Familie in der Lower Beechwood Av. im Dubliner Ortsteil Ranelagh geboren. Die Familie zog, als er fünf Monate alt war, über ihren Kramerladen Lawlor Briscoe am Lower Ormond Quay, in dem auch Möbel geschreinert wurden.
Er besuchte die Grundschule in der Kildare Street, dann die presbyterianische St. Andrew's School. In London besuchte er für zwei Jahre die jüdische Anstalt Townely Castle. Mit seinem Bruder begab er sich 1912 nach Berlin in die Lehre zu Hecht Pfeifer. Als der Krieg 1914 ausbrach, kehrte er nach Irland zurück, um schon im Dezember in die USA auszureisen, wo er bis 1917 arbeitete.

### Unabhängigkeitskampf
Bald nach seiner Rückkehr wurde er revolutionär aktiv, nachdem er in Amerika Éamon de Valera unterstützt hatte. Seit dem Winter 1919/20 war er im Stab von Michael Collins.
Während John Chartres als Direktor der irischen „Gesandtschaft“ in Berlin tätig war, war Briscoe in Deutschland dabei, im Auftrag von Collins Waffen für die irischen Freiheitskämpfer zu beschaffen, auch während die Verhandlungen, die eventuell zur Gründung des Irischen Freistaates in 26 Grafschaften Irlands führen sollten, schon liefen.
Zusammen mit den IRA-Mitgliedern John T. Ryan, Seán MacBride und Charles McGuinness organisierte er Waffentransporte. Zum einen kaufte er im Sommer 1921 den Dampfer Dortmund, ausschließlich mit IRA-Mitgliedern bemannt, der zwischen Hamburg und Irland pendelte. Während des späteren Irischen Bürgerkriegs wurde das Schiff im August 1922 in Cork beschlagnahmt und dann längere Zeit in Dublin festgehalten.
Der Trawler Anita, kommandiert von McGuiness, wurde am 6. Oktober 1921 im Hamburger Hafen von deutschen Behörden aufgebracht. Britische Stellen hatten von dem Plan erfahren und verlangten, dass die Lieferung gemäß den Bestimmungen des Versailler Vertrags gestoppt und die Waffen zerstört würden. Im folgenden Prozess wurde dem Kapitän eine minimale Geldstrafe auferlegt. Die mit der Zerstörung beauftragten Beamten hatten daran kein Interesse und lieferten die Waffen stattdessen im Lagerhaus des „Konsuls“ Briscoe ab.
Die anti-semitischen Ausfälle des irischen Konsuls Charles Bewley im Berliner Tauentzien Palast am 19. Januar 1922 sollten als Vorwand dienen, dessen Abberufung zu erreichen; tatsächlich ging es jedoch um £ 20.000 für Waffen, die durch Bewley in falsche Hände gelangt waren und nur unter Schwierigkeiten zurückerlangt werden konnten.

### Parlamentarier
Briscoe war ein Gründungsmitglied der Fianna Fáil (FF) und wurde im September 1927 – als der einzige jüdische Abgeordnete im irischen Parlament – erstmals für den Dubliner Wahlkreis South City gewählt. Durch seine Freundschaft mit Éamon de Valera konnte er direkt auf die Handelspolitik Einfluss nehmen, blieb jedoch trotzdem Hinterbänkler. Seinen Sitz im Dáil Éireann behielt er bis 1965.
Im Jahr 1929 stieß er eine Maßnahme gegen private Geldverleiher an, die 1933 als Moneylenders Act Gesetz wurde und welche Zinswucher unterband. Ansonsten befasste er sich mit Handelspolitik. 1933 sicherte er seinem Bremer Freund, dem Schlachthausbesitzer J. W. Färsenfeld das exklusive Recht auf Rinderexport für dieses Jahr.
Er war Anhänger des Zionismus. Hinsichtlich der in Deutschland vorgenommenen sogenannten „Endlösung der Judenfrage“ zeigte er erstaunliche Voraussicht. Bereits am 22. September 1939 wies er darauf hin, dass es zur Vernichtung kommen würde. Anfang 1940 warb er auf einer Reise nach Südafrika Rekruten für die britische Armee an. Gleichzeitig sammelte er im Geheimen Gelder für die Irgun, damit diese die (illegale) Einwanderung von Juden nach Palästina fördern konnte. Briscoe gehörte als Revisionist dem äußeren rechten Flügel des Zionismus an und organisierte Anfang 1938 ein Gespräch Éamon de Valeras mit dem Jischuv-Politiker Wladimir Zeev Jabotinsky. De Valera reagierte zwar zurückhaltend auf Jabotinsky, lehnte aber ebenfalls den Peel-Teilungsplan ab.
Zuhause legte er irischen Juden nahe, in die Landwehr (Local Defense Force; LDF) einzutreten; er schlug sogar vor, eine eigene jüdische Einheit aufzustellen. Der Militärgeheimdienst G2 überwachte kritisch seine zahlreiche Kontakte zu ausländischen jüdischen Organisationen. Ein amerikanischer Diplomat berichtete 1949, Briscoe habe bis zu 300 Juden zur illegalen Einreise nach Irland verholfen; sowohl Robert als auch sein Sohn Ben stritten dies energisch ab.
Im Februar 1948 organisierte er die Aufnahme in Pflegefamilien von 100 jüdischen Waisenkindern (7- bis 16-jährig) aus Prag mit. Später engagierte er sich weiterhin für Vertriebene, auf dass diese Aufnahme in Irland fänden. Er scheiterte jedoch häufig an der restriktiven Politik des Justizministers.

### Oberbürgermeister von Dublin
Briscoe gehörte auch dem Stadtrat von Dublin an. Als dessen Mitglied war er erstmals von 1956 bis 1957, sowie erneut von 1961 bis 1962 Oberbürgermeister von Dublin (Lord Mayor of Dublin). Briscoe war damit der erste jüdische Oberbürgermeister der Stadt. Die erste jüdische Person, die in dieses Amt gewählt wurde, war jedoch Lewis Wormser Harris. Dieser starb jedoch noch vor seiner Amtseinführung.

### Familie
Sein Vater Abraham William stammte aus dem litauischen Dorf Zagar. 14-jährig war er nach Dublin geschickt worden, wo er mit Bürsten hausierte. Seine Frau Ida hatte er später in Leipzig kennengelernt. Er hatte einen Bruder.
Verheiratet war Robert seit 1918 mit Lily, geb. Isaacs aus Dublin. Sie hatten die Söhne Ben und Joe. Letzterer trat der Landwehr (Local Defense Force) bei und war bei seinem Abschied 1980 der am längsten dienende Offizier. Ben übernahm den Parlamentssitz seines Vaters 1965 und war einer von drei Juden im 27. Dáil (1992–1997), wie sein Vater für Fianna Fáil. Am 5. Juli 1988 wurde auch er Oberbürgermeister von Dublin.

## Werke
- Autobiographie: For the Life of Me; Boston 1958.
- Archivalien: Sein schriftlicher Nachlass befindet sich im Jabotinsky Institute in Tel Aviv.